# Autilla del Pino
Autilla del Pino é um município da Espanha na província de Palência, comunidade autónoma de Castela e Leão, de área 34,58 km² com população de 242 habitantes (2007) e densidade populacional de 7,0 hab./km².

## Demografia
| Variação demográfica do município entre 1991 e 2004 | Variação demográfica do município entre 1991 e 2004 | Variação demográfica do município entre 1991 e 2004 | Variação demográfica do município entre 1991 e 2004 |
| --------------------------------------------------- | --------------------------------------------------- | --------------------------------------------------- | --------------------------------------------------- |
| 1991                                                | 1996                                                | 2001                                                | 2004                                                |
| 301                                                 | 253                                                 | 241                                                 | 243                                                 |